# Pteropus hypomelanus
Pteropus hypomelanus is een vleermuis uit het geslacht Pteropus.

## Kenmerken
Deze soort komt meestal meer voor op kleine eilandjes dan op grote eilanden; zo is de soort slechts één keer op Nieuw-Guinea zelf gevangen, en wel vlak bij de kust. Het is een middelgrote vleerhond. De oostelijke populaties hebben een bruine rug en een gele onderkant; populaties verder naar het westen zijn donkerder van kleur en hebben bredere oren. De kop-romplengte bedraagt 176 tot 225 mm, de voorarmlengte 125,4 tot 136,5 mm, de oorlengte 25,4 tot 29,1 mm en het gewicht 300 tot 455 gram.

## Verspreiding
Deze soort komt voor van de Andamanen, de Nicobaren, Vietnam en Thailand tot de Filipijnen en Nieuw-Guinea. De soort is ook gerapporteerd in de Salomonseilanden, maar dat is waarschijnlijk incorrect. Er wordt een groot aantal ondersoorten erkend, maar de geldigheid van veel daarvan is onduidelijk.
Pteropus admiralitatum · Pteropus aldabrensis · Pteropus alecto · Pteropus anetianus · Pteropus aruensis · Pteropus brunneus · Pteropus caniceps · Halstervleerhond (Pteropus capistratus) · Pteropus chrysoproctus · Pteropus cognatus · Pteropus conspicillatus · Pteropus dasymallus · Pteropus faunulus · Pteropus fundatus · Vliegende vos (Pteropus giganteus) · Pteropus gilliardorum · Pteropus griseus · Pteropus howensis · Pteropus hypomelanus · Chuukvleerhond (Pteropus insularis) · Pteropus intermedius · Pteropus keyensis · Comorenvleerhond (Pteropus livingstonii) · Pteropus lombocensis · Pteropus loochoensis · Lyles vleerhond (Pteropus lylei) · Pteropus macrotis · Pteropus mahaganus · Pteropus mariannus · Pteropus melanopogon · Pteropus melanotus · Pohnpeivleerhond (Pteropus molossinus) · Pteropus neohibernicus · Zwarte vleerhond (Pteropus niger) · Pteropus nitendiensis · Pteropus ocularis · Pteropus ornatus · Pteropus pelewensis · Pteropus personatus · Pteropus pilosus · Pteropus pohlei · Grijskopvleerhond (Pteropus poliocephalus) · Boninvleerhond (Pteropus pselaphon) · Pteropus pumilus · Pteropus rayneri · Pteropus rennelli · Rodriguesvleerhond (Pteropus rodricensis) · Rode vleerhond (Pteropus rufus) · Pteropus samoensis · Pteropus scapulatus · Pteropus seychellensis · Pteropus speciosus · Pteropus subniger · Pteropus temminckii · Pteropus tokudae · Tongavleerhond (Pteropus tonganus) · Pteropus tuberculatus · Pteropus ualanus · Kalong (Pteropus vampyrus) · Pteropus vetulus · Pembavleerhond (Pteropus voeltzkowi) · Pteropus woodfordi · Pteropus yapensis